# Enrique Lorenzo Salazar
Enrique Lorenzo Salazar (Zamora, c. 1885-Fuente el Carnero, 1928) fue un escultor español.

## Biografía
Habría nacido en la década de 1880. Natural de la ciudad de Zamora, donde transcurrió su juventud, era hijo de Bruno Lorenzo Hernández. Mantuvo amistad tanto con Julio Antonio, con quien trabajó, como con Victorio Macho. Falleció el 11 de julio de 1928 en la localidad zamorana de Fuente el Carnero, donde fue enterrado. Entre sus esculturas se encontraron bustos de Ruperto Chapí, Diego de Deza y Julio Antonio, además de piezas de imaginería y lápidas en homenaje de Eugenio Cuadrado y Nicolás Achúcarro, esta última instalada en el  Hospital General de Madrid.